# Rampant
| 전문가 평가 | 전문가 평가 |
| 평가 점수   | 평가 점수   |
| 출처        | 점수        |
| ----------- | ----------- |
| AllMusic    | [ 2 ]       |

《Rampant》는 1974년 5월에 발매된 스코틀랜드의 하드 록 밴드 나자레스의 다섯 번째 스튜디오 음반이다. 이 음반은 로저 글로버가 프로듀싱한 세 번째 음반으로, 그와 함께 작업하는 마지막 음반임이 입증되었다.
〈Loved and Lost〉라는 트랙은 DJ 섀도가 2011년 음반 《The Less You Know, the Better》의 〈Enemy Lines〉에서 샘플링한 곡이다.

## 배경
1974년 스위스 몽트뢰의 제네바호 해안에서 롤링 스톤스 이동식 스튜디오의 도움으로 녹음되었으며, 그룹과의 마지막 협업이었던 딥 퍼플의 베이시스트 로저 글로버가 프로듀싱했다.
이번 음반에서 나자레스는 일부 곡(〈Glad When You're Gone〉, 〈Jet Lag〉 또는 〈Silver Dollar Forger〉를 여는 제목)에 서던 록 억양을 통합하여 음악적으로 약간의 변화를 주었다. 올뮤직 평론가 도널드 A. 과리스코는 음반의 사운드를 초기 AC/DC 음반의 사운드와 레너드 스키너드의 가장 "하드 록" 타이틀의 교차점으로 비교한다.

## 곡 목록
모든 곡들은 특별한 언급이 없는 한 피트 애그뉴, 매니 찰턴, 댄 맥카퍼티 그리고 대럴 스위트에 의해 작사/작곡하였다.
| #  | 제목                                   | 재생 시간 |
| -- | -------------------------------------- | --------- |
| 1. | 〈Silver Dollar Forger (Parts 1 & 2)〉 | 5:36      |
| 2. | 〈Glad When You're Gone〉              | 4:17      |
| 3. | 〈Loved and Lost〉                     | 5:12      |
| 4. | 〈Shanghai'd in Shanghai〉             | 3:43      |

| #  | 제목                                    | 작사·작곡                                                                | 재생 시간 |
| -- | --------------------------------------- | ------------------------------------------------------------------------ | --------- |
| 5. | 〈Jet Lag〉                             |                                                                          | 6:43      |
| 6. | 〈Light My Way〉                        |                                                                          | 4:09      |
| 7. | 〈Sunshine〉                            |                                                                          | 4:15      |
| 8. | 〈a) Shapes of Things b) Space Safari〉 | a) 짐 매카티, 키스 렐프, 폴 샘웰스미스 b) 애그뉴, 찰턴, 맥카퍼티, 스위트 | 6:21      |

## 인증
| 국가                       | 인증 | 판매량/출하량 |
| -------------------------- | ---- | ------------- |
| 캐나다 (뮤직 캐나다)       | 골드 | 50,000^       |
| ^출하량을 기반으로 한 인증 |      |               |